# Автоматические мысли
Автоматические мысли (англ. automatic thoughts; термин введен Аароном Беком) — понятие когнитивной модели когнитивной психотерапии, которое означает мгновенные оценочные мысли, возникающие как реакция человека на те или иные события (триггеры) и не являющиеся результатом размышлений, умозаключений, не обязательно опирающиеся на доказательства, но обычно принимаемые им за истину.
По своим характеристикам автоматические мысли являются внутренними психологическими привычками и навыками автоматического быстрого, в значительной степени неконтролируемого сознанием формирования общей оценки события, объекта, сложившейся ситуации, то есть в значительной части являются автоматическими объектами процедурной памяти. Человек нередко не только не контролирует на уровне сознания, но и не отдаёт себе отчёта в наличии этих мыслей, однако осознаёт эмоции, возникающие как их следствие. Кроме того, что автоматические мысли влияют на эмоциональное состояние человека, они также влияют на его поведение и нередко бывают причиной тех или иных физиологических реакций. Как и любые привычки и навыки, автоматические мысли могут быть полезными либо вредными.
В рамках когнитивной модели предполагается, что автоматические мысли (и вызываемые ими эмоции, поведение и физиологический ответ организма) обусловлены не только ситуацией как таковой, но и тем, как человек воспринимает ситуацию, а также его состоянием, физическим и психологическим. Автоматические мысли и обусловленная ими эмоциональная реакция формируются на основе убеждений более глубоких уровней: промежуточных убеждений и глубинных (базовых) убеждений, которые определяют восприятие человеком ситуации.

## Общая информация
Автоматические мысли входят в поток мышления вместе с более явными мыслями; такие мысли присутствуют у любого человека, а не только у тех, кто испытывает психологический дистресс.
Выделяются шесть типов автоматических мыслей:
1. мысли самооценки;
2. мысли оценки других людей;
3. мысли оценки человека, с которым осуществляется непосредственное взаимодействие;
4. мысли о стратегиях совладания с ситуацией и планы поведения;
5. мысли уклонения;
6. другие, не представленные выше мысли.

Люди с психологическими нарушениями могут неверно трактовать нейтральные или благоприятные для них ситуации, при этом автоматические мысли у них оказываются искажёнными и предвзятыми. Автоматические мысли, искажающие восприятие человеком реальности, называются дисфункциональными; дисфункциональные автоматические мысли в большинстве случаев являются негативными (к исключениям относятся случаи, когда человек страдает манией или гипоманией, нарциссическим расстройством или употребляет психоактивные вещества).
Как правило, автоматические мысли бывают мимолётными и отрывочными; нередко пациент осознаёт лишь наличие эмоции, возникающей в связи с этой мыслью. Например, во время терапевтической сессии пациент может сообщить об испытываемых им эмоциях — тревоге, тоске, раздражении и пр., но не осознавать предшествующие им автоматические мысли до тех пор, пока когнитивный терапевт не поможет ему сориентироваться в этих понятиях.
Автоматические мысли могут иметь вербальную форму, визуальную (образы и представления) либо же и вербальную, и визуальную одновременно. Нередко они проявляются в сокращённой, «стенографической» форме, которую пациент может расшифровать, если когнитивный терапевт задаст ему вопрос о значении этих мыслей. Так, фраза: «О, нет!» может означать, например: «Он (когнитивный терапевт) даёт мне слишком большое домашнее задание». Если же в этой ситуации автоматическая мысль проявляется в визуальной форме, пациент может представлять себя, например, сидящим за письменным столом поздней ночью и выполняющим домашнее задание.
При ряде психических нарушений, как отмечал А. Бек, для автоматических мыслей характерны те или иные специфические особенности (например, при тоскливом, тревожном аффекте, повышенной раздражительности и др.). А. Эллис указывал, что автоматические мысли при эмоциональных расстройствах носят навязчивый стереотипный характер. Согласно Беку, печали соответствуют мысли о потере, гневу — мысли о нарушении того или иного стандарта, тоске — негативная оценка себя, собственного будущего и окружающего мира, страху — мысли об опасности (физической или социальной) и невозможности ей противостоять из-за собственной несостоятельности. Автоматические мысли пациентов с депрессией обычно отражают убеждённость пациентов в своей ущербности, некомпетентности, непривлекательности; при этом депрессивным пациентам гораздо в большей мере, чем здоровым людям, свойственно восприятие своих идей и умозаключений как фактов.
Бек также пришёл к выводу о существовании двухуровневой схемы организации когнитивных процессов, включающей автоматические мысли и глубинные убеждения (глубинные структуры, глубинные установки). Например, мысли «У меня ничего не получится, я не справлюсь с этой задачей» предопределены глубинной установкой «Я слаб и несостоятелен».
В основе когнитивной психотерапии — метода психотерапии, созданного Беком, — лежит выявление, анализ и коррекция автоматических мыслей, исправление лежащих в их основе мыслительных ошибок, выяснение проявляющихся в автоматических мыслях центральных тем и в результате — реконструкция характерных для пациента глубинных убеждений. Открытие и описание такого феномена, как автоматические мысли, и разработка техник их регистрации — одно из крупнейших достижений А. Бека.
Как правило, когнитивный терапевт рекомендует пациенту в случаях, когда его эмоциональное состояние ухудшается, спрашивать себя: «О чём я только что подумал?» После того как пациент научился выявлять свои автоматические мысли, перед ним ставится вторая задача — оценка их достоверности. Когда дисфункциональные мысли переосмысливаются, подвергаются критичной оценке и коррекции, это обычно приводит к изменению эмоций и улучшению состояния пациента.
Автоматические мысли могут подвергаться оценке с точки зрения достоверности и выгоды. Нередко автоматические мысли искажают действительность и противоречат объективным доказательствам. Однако существует и другой тип дисфункциональных автоматических мыслей: на основе мысли, соответствующей действительности, пациент делает неверный вывод — например, мысль «Я не выполнил своё обещание» влечёт за собой мысль «Поэтому я бестолочь». Третий тип дисфункциональных мыслей — достоверные, однако деструктивные мысли, которые могут приводить к ухудшению эмоционального состояния человека (так, при подготовке к экзамену может возникать мысль «Тут гора работы, я не закончу до трёх часов ночи»). Этот тип дисфункциональных мыслей оценивается не в плане их достоверности, а в плане выгоды.

## Выявление автоматических мыслей
Распознаванию автоматических мыслей можно обучаться, как и любому другому навыку; некоторым пациентам и терапевтам этот навык даётся легко, другим для его освоения требуется немало практики. Существуют техники, позволяющие терапевту выявлять у пациента автоматические мысли, возникающие во время психотерапевтической сессии либо в промежутке между сессиями.
Автоматические мысли, возникающие во время сессии, выявить особенно легко в случаях, когда терапевт замечает, что у пациента изменяется настроение. Наблюдать изменение эмоционального состояния пациента можно, внимательно отслеживая как вербальные, так и невербальные сигналы пациента. К вербальным относятся изменение интонации, громкости, темпа речи, к невербальным — изменение выражения лица, положения тела, напряжение мышц, жесты. В ходе сессии у пациента могут возникать, например, такие мысли, как «Я ничтожество», «Он (терапевт) меня не понимает», «Я обратился сюда для лечения, а не для того, чтобы выполнять домашние задания». Такого рода «горячие когниции», возникающие в ходе сессии, могут негативно сказываться на мотивации пациента или его чувстве собственного достоинства, мешать пациенту сосредоточиться во время сессии и затруднять установление терапевтических отношений.
При изменении эмоционального состояния терапевт может задать вопрос: «О чём вы только что подумали?», «О чём вы сейчас думаете?» и пр. Если пациент испытывает затруднения с идентификацией своих мыслей, терапевт может задать наводящие вопросы: попросить пациента попробовать догадаться о своих мыслях, либо предложить пациенту те или иные правдоподобные, на взгляд терапевта, варианты, либо спросить, какие пациент видит мысленные картины, либо же поинтересоваться, что для пациента означает вся проблемная ситуация, либо предложить вариант, противоположный ожидаемому.
Для выявления автоматических мыслей, возникающих в промежутке между сессиями, терапевт может использовать те же вопросы. Если словесного описания ситуации оказывается для идентификации мыслей недостаточно, терапевт просит пациента описать ситуацию так, как если бы всё происходило прямо сейчас: описать её, подробно излагая обстоятельства и говоря в настоящем времени. Переживая заново проблемную ситуацию, пациент вспоминает, какие мысли у него возникали в тот момент. Возможен также вариант, при котором ситуация воссоздаётся с помощью ролевой игры (терапевт при этом играет роль второго участника взаимодействия).
Выясняя автоматические мысли пациента, важно выявить конкретные слова или образы, которые эти мысли составляют. Точная словесная формулировка автоматических мыслей необходима для их последующей оценки, поэтому «телеграфические» мысли (обрывочные, неполные — например, «Ох, нет» или мысли, носящие вопросительную форму, нужно раскрыть в более полной и в утвердительной форме: «Ох, нет» — «Наверно, я не успею сдать курсовую вовремя», «Сдам ли я экзамен?» — «Я могу не сдать экзамен». Важно также сосредоточиться на наиболее значимых автоматических мыслях (то есть причиняющих пациенту наибольшее беспокойство) и наиболее значимых проблемах пациента. Чтобы определить наиболее значимые проблемы, когнитивный терапевт может предложить пациенту мысленно исключить из списка проблем одну и проверить, улучшилось ли его состояние. Определив, какая ситуация особенно беспокоит пациента, становится легче и выявить имеющие к ней отношение автоматические мысли.
Уже начиная с первой сессии когнитивный терапевт обучает пациента самостоятельным навыкам распознавания автоматических мыслей. В дальнейшем он может обучить пациента таким техникам, как представление ситуации в воображении так, как если бы всё происходило прямо сейчас, использование вопросов-подсказок («Я думал о… или о…», «Я представлял или вспоминал что-то?…», «Что эта ситуация означает для меня?» и др.).
Как правило, терапевт рекомендует пациенту в промежутках между сессиями «отлавливать» и записывать все появляющиеся у него негативные мысли и образы. Наиболее точное выявление автоматических мыслей происходит, если пациенту удаётся записывать мысль сразу после её возникновения, но в действительности это не всегда возможно, и вместо этого терапевт может попросить пациента каждый вечер уделять какое-то время тому, чтобы вспомнить события прошедшего дня, мысли и переживания, которые были с ними связаны. Мысли следует воспроизводить как можно точнее и использовать при этом прямую, а не косвенную речь — например, не «Я подумал, что мне никогда не стать хорошим инженером», а «Мне никогда не стать хорошим инженером».
Также можно сосредотачиваться на выявлении событий, с которыми связаны негативные автоматические мысли: это даёт возможность обсудить те или иные проблемы пациента, его убеждения; либо же пациента можно попросить записать автоматические мысли, относящиеся к какой-либо теме (например, у одной пациентки анализ мыслей, вращающихся вокруг темы «отвержения», позволил обсудить ожидания этой пациентки в отношении окружающих: оказалось, что пациентка бессознательно полагала, будто окружающие должны постоянно жертвовать ради неё своими интересами).

## Оценивание автоматических мыслей и замена их более адаптивными
Перед тем, как начать работу с той или иной автоматической мыслью, когнитивному терапевту следует определить, заслуживает ли данная мысль внимания. С этой целью он выясняет у пациента, насколько он сейчас доверяет своей автоматической мысли (по шкале от 0 % до 100 %), какие эмоции она у него вызывает и насколько (по шкале от 0 % до 100 %) они интенсивны. Важно, чтобы автоматическая мысль была значимой (то есть, на взгляд терапевта, ухудшала состояние пациента); являлась не случайной, а повторяющейся; была, по предположению терапевта, искажённой и дисфункциональной; могла служить полезной моделью для обучения пациента оцениванию других мыслей. В зависимости от этих особенностей автоматической мысли терапевт либо решает не уделять ей внимания и перейти к рассмотрению других проблем, либо — если пациент полностью уверен в истинности автоматической мысли и эта мысль вызывает у него выраженные отрицательные эмоции — переходит к анализу автоматической мысли и задаёт пациенту вопросы о том, когда именно возникает данная мысль, в каких ситуациях; вызывает ли эта мысль какие-либо физические ощущения; возникают ли у пациента в той же ситуации другие дисфункциональные мысли и образы (представления) и пр.
Далее терапевт, приступив к работе над автоматической мыслью, может, например, побудить пациента с помощью сократического диалога оценить эту мысль и найти адаптивный ответ на неё; применить технику падающей стрелы для выявления промежуточных убеждений, лежащих в основе автоматической мысли; вместе с пациентом попытаться найти решение проблемы. Терапевт не оспаривает значимую для пациента и вызывающую негативные переживания мысль прямо, так как, во-первых, он заранее не знает, действительно ли мысль искажена, а во-вторых, оценку автоматической мысли и нахождение адаптивного ответа на неё терапевт и пациент должны осуществлять сообща. Для оценки автоматических мыслей терапевт может предложить пациенту список вопросов об автоматических мыслях, разработанный Дж. Бек (1993):
1. Каковы доказательства, поддерживающие эту идею?
Каковы доказательства, противоречащие этой идее?
2. Существует ли альтернативное объяснение?
3. Что самое плохое может произойти? Смогу ли я пережить это?
Что самое лучшее может произойти?
Каков самый реалистичный исход?
4. Каковы последствия моей веры в автоматическую мысль?
Каковы могут быть последствия изменения моего мышления?
5. Что я должен делать в связи с этим?
6. Что я мог бы посоветовать _______ (другу), который находится в такой же ситуации?

Не все эти вопросы следует применять для оценки любой автоматической мысли — даже если все они логически подходят к той или иной автоматической мысли (что бывает отнюдь не всегда), подробный анализ с использованием всех вопросов может оказаться излишне длительным и утомительным для пациента, вследствие чего тот, устав и разочаровавшись, может отказаться от оценивания автоматических мыслей.
Очень важно также выявить тип систематических негативных искажений мышления (или, иначе говоря, тип допущенной пациентом ошибки), характерный для той или иной автоматической мысли. Систематические негативные искажения свойственны когнитивным процессам пациентов, страдающих психическими расстройствами. Когнитивный терапевт даёт пациенту список распространённых ошибок мышления и рекомендует, выявив ту или иную автоматическую мысль, определить тип искажений, присущих этой мысли. К основным типам искажений (типичным ошибкам мышления) относятся, согласно А. Беку и Дж. Бек, следующие:
1. Дихотомическое мышление, оно же чёрно-белое мышление, полярное мышление, мышление в стиле «всё или ничего». При таком искажении мышления человек считает, что существуют лишь две категории для оценки событий, людей или поступков (плохое — хорошее, чёрное — белое). Например: «Если у меня не получится добиться успеха во всём — значит, я неудачник»[3]. Эффективно при наличии у пациента такого искажения мышления продемонстрировать ему, что любое событие может быть оценено в континууме[6].
2. Катастрофизация (она же негативные предсказания): человек воспринимает своё будущее исключительно негативно, не предвидя иные, более вероятные исходы[3], и считает, что всегда нужно ждать только плохого[6]. Например: «Я сильно расстроюсь и не смогу вообще ничего делать»[3]. В этом случае может помочь расчёт реальной вероятности того или иного события и уделение внимания фактам, опровергающим мрачные прогнозы[6].
3. Апелляция к прошлому при прогнозировании будущего: человек полагает, будто, если что-то происходило в прошлом, оно будет повторяться и в дальнейшем. Помогает в этом случае разоблачение ошибочной логики и учёт всех факторов, которые могут повлиять на исход событий[6].
4. Обесценивание позитивного: человек не придаёт значения своим успехам, удачным поступкам и позитивному опыту. Например: «Мне удалось выполнить эту работу, но отсюда не следует, что я способный, мне просто повезло»[3].
5. Эмоциональное обоснование: человек уверен, будто нечто является истиной, только потому, что он чувствует (иначе говоря, верит) это слишком сильно и оттого игнорирует либо обесценивает доказательства обратного. Например: «Мне известно, что я многого добиваюсь на работе, но тем не менее я чувствую себя неудачником»[3].
6. Навешивание ярлыков: человек наделяет теми или иными глобальными и безусловными характеристиками себя или других людей, не учитывая, что существующие доказательства могли бы с большей вероятностью привести к значительно более позитивным выводам. Например: «Он зануда», «Я неудачник»[3].
7. Магнификация/минимизация: преувеличение негативного и/или преуменьшение позитивного при оценивании себя, окружающих либо ситуации. Например: «Средняя оценка означает, что я неспособный. Оценка „отлично“ не значит, что я умный»[3].
8. Мысленный фильтр (избирательное абстрагирование): человек учитывает только неудачи, поражения вместо полной картины всего происходящего[3]; стремится судить о себе только по своим ошибкам, слабостям и др.[6] Например: «Один плохой результат тестирования [невзирая на несколько хороших] означает, что я лентяй, не способный полностью подготовиться»[3]. Эффективным при этом может оказаться, в частности, применение специального «журнала», где отмечаются успехи пациента[6].
9. Чтение мыслей: человек полагает, что он может угадывать мысли окружающих, и игнорирует другие, более вероятные возможности, кроме негативных. Например: «Он думает, что я совершенно не разбираюсь в этой работе»[3].
10. Сверхгенерализация: наличие излишне обобщающих негативных выводов, которые выходят далеко за пределы нынешней ситуации. Например: «Я вёл себя неловко на этой встрече, а значит, не умею знакомиться с людьми»[3].
11. Персонализация: человек полагает, что он является причиной негативного поведения других людей, не думая о более вероятных объяснениях их поведения, и уверен, будто его ошибки и просчёты находятся в центре внимания других людей. Например: «Мастер по ремонту был груб со мной — значит, я сделал что-то не так»[3]. Помогает установление критериев, позволяющих измерить внимание окружающих, и учёт всех возможных причин нежелательного события[6].
12. Чрезмерная персональная ответственность: человек винит себя во всех неудачах, неприятностях и пр. Помогает техника реатрибуции[6].
13. Долженствование (мышление в стиле «я должен»): наличие чётких безальтернативных ожиданий о том, как должны вести себя другие люди или сам человек. Если ожидания не оправдываются, это воспринимается как неудача. Например: «Это просто ужасно, что я ошибся. Я обязан всегда добиваться успеха»[3].
14. Туннельное мышление: преобладание негативного восприятия ситуации. Например: «Учитель моего сына никогда ничего не делает правильно, а только постоянно критикует, не чувствует детей и в принципе не состоялся как педагог»[3].

В некоторых случаях дисфункциональные автоматические мысли могут быть вполне достоверны, либо же, осуществив оценивание сомнительных мыслей, не отражающих всей правды, пациент всё же продолжает им доверять. В этих случаях нужно оценить выгоду таких мыслей: их последствия, преимущества и недостатки, а потом найти адаптивный ответ на такую мысль. Например, преимущества мысли «Я никогда не найду работу» сомнительны, а недостатки её легко обнаружить. Вместо излишне оптимистичного ответа «Я найду работу» в этом случае лучше использовать другой адаптивный ответ: мысль о том, что есть шанс найти какую-то работу, хотя она и не обязательно окажется той, о которой человек мечтает, и смещение фокуса внимания на то, чем человек занимается в данный момент и каким именно образом пытается достичь своей цели.
Терапевту ни в коем случае не следует вселять в пациента фальшивый оптимизм, он должен лишь подтолкнуть его к как можно более точному восприятию и анализу происходящих с ним событий. Не следует делать скоропалительных выводов о том, что та или иная мысль пациента неверна: хотя пациенты с психическими расстройствами нередко видят мир в мрачном свете, не все их пессимистические или нигилистические суждения являются неверными. Любое суждение необходимо исследовать и проверить, применяя общепринятые стандарты логического мышления. Если оказывается, что пациент прав в том или ином своём суждении, желательно сосредоточиться на том, какое значение имеет для пациента это суждение, и выявить сопряжённые с этим значением глубинные убеждения (например, суждение «Я не поступлю в колледж» может означать «Поскольку я не поступлю в колледж, то я — тупица», или «…я никогда не буду счастлива», или «…родители будут очень разочарованы»), а затем попытаться их скорректировать.
Наконец, осуществив оценивание автоматических мыслей, когнитивный терапевт анализирует, в какой мере эффективным оказалось это оценивание. Он просит пациента указать, насколько ослабело его доверие к автоматической мысли и насколько улучшилось его эмоциональное состояние (можно попросить измерить степень уверенности пациента в автоматической мысли и степень улучшения его состояния в процентах), указать степень доверия к новому, адаптивному утверждению — и если изменения произошли достаточно существенные, переходит к следующему вопросу повестки дня.
Если уверенность пациента в истинности дисфункциональной автоматической мысли сохраняется и связанные с ней негативные эмоции по-прежнему сильно выражены, терапевт пытается выяснить причину такого положения дел. Например, могут присутствовать другие автоматические мысли и/или представления, более значимые для пациента, не выявленные и/или не проработанные; либо же работа над данной автоматической мыслью была неудачной, поверхностной или недостаточной; либо пациент нашел и сформулировал не все доказательства, которые, на его взгляд, подтверждают эту автоматическую мысль; либо автоматическая мысль в действительности представляет собой глубинное убеждение пациента, и др.
Некоторые пациенты могут жаловаться на то, что, когда они расстроены, им не удаётся найти рациональный ответ на автоматические мысли. В этом случае терапевт может, например, посоветовать пациенту, чтобы тот дождался момента, когда он будет в состоянии, более подходящем для того, чтобы найти рациональный ответ на дисфункциональную мысль; дожидаясь этого момента, пациент может занять себя тем или иным делом, отвлекающим его от неприятных мыслей. Стоит также объяснить пациенту, что систематические тренировки позволят ему научиться быстрее опровергать свои дисфункциональные мысли.

### Бланк для работы с дисфункциональными мыслями
В целях поиска адаптивных ответов на автоматические мысли желательно использовать бланк для работы с дисфункциональными мыслями, составленный Джудит Бек (1995). Когнитивный терапевт обучает пациента работе с этим бланком, в дальнейшем пациент заполняет бланк самостоятельно, в качестве домашнего задания. Бланк включает в себя следующие колонки:
- «Дата/время»,
- «Ситуация» (здесь пациент отмечает, какое событие либо поток мыслей, образов или воспоминаний пришли ему на ум и возникали ли при этом неприятные физические ощущения)
- «Автоматические мысли» (в этой колонке пациент фиксирует, какие автоматические мысли и/или представления у него возникли и насколько он был уверен (в процентах) в их истинности в тот момент)
- «Эмоции» (какую конкретно эмоцию пациент чувствовал при этом и насколько ярко (в процентах) она была выражена)
- «Адаптивный ответ» (здесь пациент может указать, какой тип когнитивного искажения он допустил, но главное — использовать список вопросов об автоматических мыслях (см. выше), чтобы найти адаптивный ответ, и отметить, насколько уверен в каждом ответе)
- «Результат» (здесь пациент отмечает, насколько теперь он уверен в истинности каждой автоматической мысли, какие эмоции теперь он испытывает и насколько (в процентах) каждая из этих эмоций интенсивна, каковы будут дальнейшие действия пациента либо какие действия он уже предпринял)

Первоначально пациент заполняет только колонки «Дата/время», «Ситуация», «Автоматические мысли» и «Эмоции» и лишь научившись с помощью заполнения этих колонок отслеживать изменения в своём настроении, правильно называть эмоции и находить взаимосвязи между автоматическими мыслями и эмоциями, переходит к поиску рациональных ответов на дисфункциональные автоматические мысли и заполняет также пятую и шестую колонки.
В некоторых случаях вместо письменного заполнения бланка для работы с дисфункциональными мыслями целесообразно использовать альтернативные методы, такие как мысленное заполнение этого бланка, чтение ранее заполненного бланка для работы с дисфункциональными мыслями либо записей, сделанных во время терапевтической сессии, диктовка содержания бланка кому-либо или просьба прочитать ранее заполненные бланки (если пациент по каким-то причинам не может читать или писать самостоятельно), прослушивание аудиозаписи терапевтической сессии и пр. Иногда вместо поиска ответа на автоматическую мысль лучше попытаться решить конкретную проблему — например, если мысль «Я не сумею подготовиться к контрольной по экономике» имеет под собой основания, терапевт может в ходе сессии уделить часть времени поиску решения проблемы — порекомендовать обратиться с просьбой одолжить конспект к сокурснику или преподавателю или рассмотреть другие варианты действий.